# Кузьменко, Элла Васильевна
Элла Васильевна Кузьменко (род. 15 декабря 1974) — российская самбистка и дзюдоистка, призёр чемпионатов России по дзюдо, мастер спорта России международного класса по дзюдо, мастер спорта России по самбо.

## Биография
В 1993 году окончила Камчатское училище олимпийского резерва. После этого переехала в город Дзержинский, где начала тренироваться в СДЮСШОР «Союз» у А. Н. Волоса. Многократная победительница и призёр всероссийских и международных турниров. В 1997 году ей было присвоено звание мастер спорта России международного класса по дзюдо и мастер спорта России по самбо. В 1993—2001 годах являлась членом сборных команд России по самбо и дзюдо.

## Спортивные результаты
- Московский международный турнир 1995 года — ;
- Чемпионат России по дзюдо 1995 года — ;
- Чемпионат России по дзюдо 1997 года — ;
- Московский международный турнир 1999 года — ;
- Чемпионат России по дзюдо 2001 года — ;